# 프란체스카 여사 의복과 소품
프란체스카 여사 의복과 소품은 서울특별시 종로구 한국현대의상박물관에 있는, 프란체스카 여사가 36년간 착용한 의복 및 소품이다. 2014년 10월 29일 대한민국의 국가등록문화재 제612호로 지정되었다.

## 개요
우리나라 초대대통령의 영부인인 프란체스카 여사가 36년간 착용한 의복 및 소품(핸드백, 장갑, 구두)이다. 프란체스카 여사의 검소한 생활태도를 보여 주며, 초기 국산모직물 제품이라는 점과 애국심 고취로 무궁화무늬의 안감을 주문 제작한 제품이라는 점에서 가치가 있다.

## 같이 보기
- 프란체스카

## 참고 자료
- 프란체스카 여사 의복과 소품 - 국가유산청 국가유산포털